# Campylanthus
Campylanthus es un género con 18 especies de plantas de flores perteneciente a la familia Scrophulariaceae. Algunos expertos lo clasifican dentro de la familia Plantaginaceae.

## Especies seleccionadas
- Campylanthus anisotrichus
- Campylanthus antonii
- Campylanthus benthamii
- Campylanthus chascaniflorus
- Campylanthus salsoloides

- Datos: Q8261271
- Multimedia: Campylanthus / Q8261271
- Especies: Campylanthus